# Trịnh Quốc
Trịnh Quốc (鄭國, Zheng Guo hay Cheng Kuo) là một kỹ sư thủy lợi, sống trong thời Chiến Quốc của Trung Hoa cổ đại. Ông vốn là người nước Hàn và được quốc gia này phái đến Tần với mục đích nhằm dụ dỗ Tần tập trung vào việc xây dựng các kênh đào dùng cho việc thủy lợi mà trễ nải trong việc chuẩn bị binh lực đánh các nước khác. Tuy nhiên, mưu kế của Hàn đã mang lại tác dụng ngược: quả thật quá trình chinh phạt của Tần bị chậm lại vài năm nhưng hệ thống kênh đào do Trịnh Quốc xây dựng đã khiến nền nông nghiệp Tần phát triển mạnh mẽ, khiến Tần có đủ tài lực xây dựng một đạo quân khổng lồ nghiền nát các nước còn lại. Một con kênh đào mang tên ông hiện vẫn còn tồn tại tới ngày nay.